# Dušan Hlavenka
Dušan Hlavenka (6. dubna 1949 Bratislava – 13. dubna 1994 tamtéž), často chybně uváděný jako Ján Hlavenka, byl slovenský fotbalový útočník.

## Hráčská kariéra
V československé nejvyšší soutěži nastupoval v dresu Slovanu Bratislava, s nímž v sezoně 1969/70 dobyl mistrovský titul.

### Evropské poháry
Podílel se na slavném vítězství Slovanu v Poháru vítězů pohárů v sezoně 1968/69. Zasáhl do obou čtvrtfinálových utkání proti AC Turín, v odvetném bratislavském zápase vstřelil druhou branku domácích (výhra 2:1).

### Prvoligová bilance
| Ročník             | Zápasy | Góly | Minuty | Klub                       |
| ------------------ | ------ | ---- | ------ | -------------------------- |
| I. liga 1968/69    | 1      | 0    | 26     | TJ Slovan CHZJD Bratislava |
| I. liga 1969/70    | 2      | 0    | 76     | TJ Slovan CHZJD Bratislava |
| CELKEM I. ČS. LIGA | 3      | 0    | 102    |                            |